# Pisica șmecheră
Pisica șmecheră (în turcă Kötü Kedi Şerafettin, engleză Bad Cat) este un film de ficțiune turcesc pe calculator din 2016 produs de Anima İstanbul și regia lui Mehmet Kurtuluș și Ayșe Ünal. Acesta este filmul cu care Mehmet Kurtuluș și Ayșe Ünal își face debutul regizoral.  Filmul se bazează pe seria de benzi desenate Kötü Kedi Șerafettin de Bülent Üstün.

## Premis
În cartierul Cihangir din Istanbul, Riza Șobolanul și Rifki Pescărușul se pregătesc pentru petrecere cu grătare găzduită de Pisică Shero. Noaptea lor de beție cu puicuțe și sărbătoare alimente se transformă în haos după sosirea lui Taco, fiul nelegitim al lui Shero, însoțită de moartea accidentală a unei feline.

## Distribuție
- Uğur Yücel este pisică Shero
- Demet Evgar este pisicuta Taco și pisică Misscat
- Okan Yalabık este caricaturist și buldog
- Güven Kıraç este șobolan Rıza
- Gökçe Özyol este pescăruș Rıfkı
- Ahmet Mümtaz Taylan este artist Tank
- Yekta Kopan este pisică Black
- Ayșen Gruda este proprietăreasă, bunică Hazel
- Cezmi Baskın este proprietarul magazinului Semi
- Ozan Kurtuluș este câini de stradă și masculin paramedic
- Bülent Üstün este pescăruș Mertan
- Ayșe Ünal este femeie paramedicală
- Mehmet Kurtuluș este comisar
- Turgut Doğru este poliția